# Gaspare Domenico Regis
Gaspare Domenico Regis (Costigliole Saluzzo, 22 aprile 1792 – Pinerolo, 15 novembre 1872) è stato un militare, politico e patriota italiano.

## Biografia
Gaspare Domenico Regis era membro di una nobile famiglia dell'aristocrazia piemontese. Intrapresa la carriera militare nell'ambito dell'esercito napoleonico, combatté le guerre della sesta e della settima coalizione antinapoleonica. Rientrato in patria, condusse una brillante carriera militare che lo portò alla nomina a Luogotenente colonnello dal 21 novembre 1831 e poi a Colonnello dal 9 settembre 1834, ricoprendo l'incarico di Ispettore della contabilità dei Corpi.
Il 15 dicembre 1838 gli venne concesso il titolo di Conte.
Nominato Maggiore generale il 16 novembre 1839, divenne poi Luogotenente generale e Membro del Congresso consultivo permanente di guerra.
Il 14 ottobre 1848 fu nominato Senatore del Regno di Sardegna, ma rinunciò alla carica l'anno successivo.
Morì a Pinerolo nel 1872.